# 小森まなみ
小森 まなみ（こもり まなみ、10月16日 - ）は、日本の元ラジオパーソナリティ、元歌手、元声優、元エッセイスト。夫はアニメーション監督の山崎理、長男は医師で小説家のあさぎり水脈。
2023年10月にすべての活動の「マイクオフ」を宣言して、2024年3月をもって芸能界を引退した。
作家として小森眞奈美、童話作家としてこもりまなみの名義でも活動していた。日本児童文芸家協会会員。NPO法人メディカルメイクアップアソシエーション認定員。ラクーンドッグ（声優活動時）所属。メディカルウィッグのボランティア組織アンジェリック代表。

## 人物
東京都渋谷区生まれ。父は内科学者で、世界的な胃癌治療の第一人者だった医学博士、小黒八七郎（おぐろ やなお）。曽祖父は儒学者、祖父は医師という家系に生まれる。タイ国立がんセンターの設立に伴い家族で渡泰し、幼少時はバンコク日本人学校に通学していた。性格は天然ボケな部分があるものの、基本的に努力家で優しい。また感受性が豊かで涙腺が弱く、リスナーからのハガキに感動して番組中でも涙ぐんたり、いじめに苦しむリスナーを本気で励まし続け、放送終了時間を忘れ、尻切れ番組になったこともある。
ラジオ番組において、レコードを廻しながら一人で放送を行う「ディスクジョッキー」ならぬ、トークに重点を置いたトークジョッキーという概念を提唱し、自ら実践した。現在も歌手、作家、声優、メイクセラピストなど多くの活動の中、パーソナリティとしての活動に重点を置いている。
ラジオ番組では「心と心のキャッチボール」を大切にし、幅広い年齢層のリスナーからマミ姉と呼ばれ、1980年代後半から2001年（平成13年）のラジオ情報誌でのDJ人気投票では、11か月連続1位を記録するなど人気も高く、現在でも長きに渡ってリスナーの支持を得ている。『mamiのRADIかるコミュニケーション』（RADIコミ）は2009年（平成21年）10月に四半世紀を記録。(放送期間25年間）。『小森まなみのPop'n!パジャマEYE』は17年。
読売新聞の英字紙である「ザ・デイリー・ヨミウリ」（現・ジャパン・ニューズ）では、1987年（昭和62年）に日本のサブカルチャーの代表として、「ジャパニーズルッキンググラス『Angel of the Airwaves』〜日本を映す鏡・電波の天使 小森まなみ〜」で2週にわたって特集された。
特徴のある声質で、声優としては子供や少女キャラから、『サザンアイズ』のスージン・リュウメイのような低音の悪役、『おやすみポエム』『きんもくせいナイト』のような柔らかい癒しボイスまで幅が広い。ラジオ活動とあいまって、1990年代から声優ラジオが一般化する下地を作った。2007年（平成19年）10月よりNHK教育テレビで放送のイギリスの絵本作家ルーシー・カズンズの作品『スイスイ!フィジー!』に出演した。
日本テレビ音楽学院で歌唱・ダンスを学んだ高校1年生時には、音楽ユニット「ザ・バーズ」のメンバーに選抜され、全国高等学校サッカー選手権大会イメージソング「ふり向くな君は美しい」をリリース。学校ではフォークソング部に所属。受験勉強中に聴いていたラジオに感銘を受けて、医学部から日本大学藝術学部放送学科ラジオ制作に進路変更した。DJになって以後も友人たちと『Nausicäa』というバンドを結成。1983年（昭和58年）には秋元康プロデュースによる“業界初の5枚組シングル”で歌手としてもデビューし話題を集める。オリジナルアルバムでは自ら作詞を手がけており、1996年（平成8年）8月にリリースされた全曲本人作詞のアルバム『Courage〜クゥ・ラージュ〜』は、オリコン総合チャート初登場25位を記録。初のライブビデオ『BELIEVE』は、オリコン売上6位を記録し、キングレコードよりヒット賞を受賞する。
愛・地球博やナゴヤ球場・レインボーホール・名古屋城をはじめとするビッグイベントでは数千人を超える動員を記録。『こころのおくすり』『こころが元気になる31のヒント』など本の出版の際に行なわれる書店のサイン会で整理券は即日完売、ベストセラー、ランキングで1位を記録するなど東海地区で絶大な支持がある。
番組や著作物を通じて「夢+努力=現実」を提唱。これは「夢の方程式」とも呼ばれ、小森が特に強調するモットーである。連載エッセイではプロ並みのイラストもこなす。近年では童話の出版や新聞連載など、活動は多岐にわたる。
1995年（平成7年）1月17日の阪神・淡路大震災時は自ら現地に飛びリサーチ。番組で出来ることを、と救援テレカ支援を企画。累計800万円を超える募金をラジオ関西・兵庫県学童保育連絡協議会・あしなが育英会などを通じ5年間に渡り寄付。
2003年（平成15年）からはタネを集めて砂漠の緑化に協力する’緑のたまごプロジェクト’を、2007年（平成19年）名古屋城の夏フェスからは、ペットボトルのキャップを集めて世界の子供たちにワクチンを贈る“エコキャップレボリューション”を展開した。
また、1997年に逝去した父・八七郎の遺志を受け継ぎ、2006年（平成18年）から抗がん剤の副作用に苦しむ人のためにメディカルウィッグ（医療用かつら）通信販売組織「アンジェリック」をボランティアで設立。2006年1月より公式サイトを立ち上げた（彼女と公私ともに親交が厚く、2003年春に発病したスキルス性胃癌との闘病生活を経て2004年、44歳の若さで早世した岡崎律子への想いもあるという）。
2011年6月26日に自身の体調不良のため、6月末をもって活動休止することを発表した。2012年（平成24年）4月30日にラジオNIKKEIで放送された『「ヤロメロ」35周年記念 公開生放送』に電話出演して以来、公式には声や姿を現しておらず、夫の山崎理がTwitterで小森について触れたり代理でコメントを発信する程度で、公に発表したコメントもラジオ関西『青春ラジメニア』が放送開始30周年を記念して2019年3月に発行したアニバーサリーブックに寄稿したコメントが最新だった。
2019年9月、公式サイト『小森まなみのM's Garden』およびブログがリニューアルし更新を再開。
2019年9月22日、東海ラジオ開局60周年の特別企画として『mamiのRADIかるコミュニケーションスペシャル〜ラジオがくれた贈り物』の1時間生放送。Twitterの日本トレンド1位、全世界のトレンド10位を記録する。
生放送前には『開局60周年記念 東海ラジオ大感謝祭2019』の中の「日曜も歌謡曲 スペシャルステージ」（オアシス21）にアシスタントのミンキー・ヤスとともに出演。約7年半ぶりに公の場に姿を見せた。
自身の誕生日前日に当たる2023年10月15日、1983年12月でアーティストデビューして40周年になるのを節目として、2024年3月31日をもって「マイクオフ」として全ての活動から身を引くことを発表した。あわせてアーティスト活動の集大成としてファイナルベストアルバムをリリースすることも発表した。

## 略歴
1976年（昭和51年）
- 日本大学第二高等学校1年時、ザ・バーズに選抜され全国高等学校サッカー選手権大会イメージソング「ふり向くな君は美しい」をビクターよりリリース[1]。

1979年（昭和54年）
- 日本大学芸術学部在籍中、ニッポン放送で声のアルバイトをしていたのをきっかけに、「変わった声を持ってるね」とスカウトされ、同局の番組『燃えよせんみつ足かけ二日大進撃』の一コーナーを担当。

1980年（昭和55年）
- 4月4日 - ラジオたんぱ『ヤロメロジュニア出発進行!』金曜日を学生DJとして担当。これがパーソナリティとしての本格デビューとなる。以後、ラジオたんぱでは1993年（平成5年）3月の『赤坂学園新鮮組エスクエラやろうぜ!』終了まで番組を担当。
  - 当時10歳先輩であった大橋照子/斉藤洋美と共に「たんぱ三人娘」と呼ばれ一大ブームとなる。
- ラジオ情報誌「ラジオマガジン」DJ人気投票ではブロンズマイク賞を受賞。この時のゴールデンマイク賞はALFEE、シルバーマイク賞石川優子。

1981年（昭和56年）
- 4月 - NHKラジオ第2放送にて、レギュラー番組『ひる休みのおくりもの ミルキィタイム』スタート。

1982年（昭和57年）
- テレビ東京にてドキュメンタリー番組『DJマミ・涙の卒業』（ラジオパーソナリティとしてデビューして２年。大学卒業式、江の島でのハガキ供養、ラジオたんぱ公開生放送など）が放送され話題になる。
- 4月 - 静岡第一テレビで放送された、生放送の若者向け情報番組「JanJanサタデー」にレギュラー出演。本格的なテレビレギュラー司会はこれが初めて。チェッカーズ・X JAPANなどと友好を持つ。この司会はラサール石井とともに1989年（平成元年）9月まで継続。

1983年（昭和58年）
- 4月 - ラジオ大阪にて、『サッポロ一番　小森まなみのドキドキNight』スタート。
- 4月29日 - 初の著書『ハートいっぱい抱きしめて』出版。
- 12月1日 - CBSソニーより秋元康プロデュースでシングル『翼をつけて Love Song』と四枚組シングル『You』を発売。レコードデビューを果たす。
  - レコード関係者によるファンクラブもでき、2万人を超えたが、「ファンとアイドルの関係みたいで、ラジオのポリシーからはずれる。人気に興味ない」と1年で解散を宣言。
- 新宿ルイードにて初ライブ。チケットが即日完売したため、急遽同じ日に追加公演が決まる。

1984年（昭和59年）
- 10月13日 - ライフワークとなる番組『mamiのRADIかるコミュニケーション』（通称RADIコミ）開始。この番組を通じて、ほぼ現在の話法が確立される。

1986年（昭和61年）
- テレビ東京『おはようスタジオ』月曜レギュラー。“マンデーマミ”のコーナーを担当。
- 5月5日 - キングレコードより初のLP『HERTZ』を発売。カセット・LDも同時発売は珍しかった。[要出典]
  - 以後、小森まなみ名義での音盤は2005年（平成17年）頃までキングレコードより発売される事になる。
- ラジオ情報誌「ラジオパラダイス」DJ人気投票で年間ランキング1位となる。
  - 以後1989年（平成元年）7月から1990年（平成2年）5月まで11回連続1位、さらに年間ランキング1位に4回輝く。
- タカラ『リカちゃん』イメージキャラクターに選ばれる。リカちゃんとテレビCM出演。イメージアルバム『永遠の少女たちへ』リリース。
- ロッテ『キウイフルーツバブアップ』CM出演。全国のラジオリスナーから「動くまみちゃんを初めて見た」と大反響。
- TBS『アップルシティ500』、テレビ東京『おはようスタジオ』レギュラー司会。

1989年（平成元年）
- アニメ監督の山崎理と結婚。同年秋をもって「JanJanサタデー」（静岡第一テレビ）降板。

1990年（平成2年）
- テレビ東京『桃太郎伝説』はじめてのアニメヒロイン・かぐや姫役。主題歌とエンディングテーマも「小森まなみとピーチボーイズ」で発売。
- 男児を出産。翌年まで産休。

1991年（平成3年）
- 復帰第一弾シングル、テレビアニメ『魔法のプリンセス ミンキーモモ』（オープニング、エンディング）をリリース。レコーディングの際出会った、作詞の岡崎律子と意気投合。

1994年（平成6年）
- 担当するRADIコミの10周年記念イベントを、名古屋レインボーホール（現：日本ガイシスポーツプラザ）で開催し7,000人を超えるリスナーを動員。ラジオのみのイベントでは異例の動員数。

1995年（平成7年）
- 小森まなみ＆ナウシカ レインボーツアー95'『大好き』を8月11 - 14日に開催。
  - 『かでる2.7ホール』1995年8月11日、札幌
  - 『西市民センターホール』1995年8月13日、福岡
  - 『愛知県勤労会館大ホール』1995年8月14日、名古屋

1996年（平成8年）
- 11月 - たんぱ時代の友人高橋直純とAsRを結成。2001年（平成13年）まで活動を行う。

1998年（平成10年）
- 4月 - 初のメッセージブック「こころのおくすり」主婦の友社より出版。記念に新宿紀伊国屋書店で開催されたサイン会は、整理券が即日完売。サイン用に特設ステージが設けられた。

1999年（平成11年）
- 6月 - 「こころが元気になる31のヒント―To be HAPPY」新声社より発行。ISBN 978-4881996232

2000年（平成12年）
- 3月 - 書き下ろしエッセイ「こころが元気になる31のヒントプラス」が主婦の友社より発売。東京・名古屋・大阪・神戸の書店でサイン会。東海地区ベストセラーランキング1位を獲得。
- 7月 - 劇場版アニメ『おジャ魔女どれみ♯』主題歌「ぽっぷな勇気」キングレコードより発売。（初めて作詞のコンペに提出した作品）
- 12月 - 「天使の棲むところ」主婦の友社より発売。船橋ららぽーと・名古屋・神戸・豊橋にてサイン会が行なわれる。東海地区ベストセラーランキング1位を獲得。

2001年（平成13年）
- 1月 - TBSのアニメ『21世紀まんがはじめて物語』主題歌「ハッピーライダー」発売。
- 11月 - 初の書き下ろし絵本「だいじなだいじなたからもの」発売。

2002年（平成14年）
- 7月 - この時リリースされたマキシシングル『LIFE〜上を向いて歩こう』が、Amazon.co.jp売り上げランキングで1位を獲得。

2003年（平成15年）
- 東京の有明「有明パークビル」にできた、ウェディングチャペルのプロデュースと企画をした。また、捨ててしまう種を砂漠緑化に役立てる「緑のたまごプロジェクト」を、同年の名古屋城夏まつりより開始。種の募集は、公開録音の会場に種を入れる箱を設けたり、番組宛てに送るなどで継続。

2003年（平成15年）
- 1月 - 初の自叙伝「どんまい魂（スピリッツ）」主婦の友社より発行。

2004年（平成16年）
- RADIコミ20周年記念ダイジェストCD『HERTZ』シリーズが東海ラジオから発売。3部作ともすべて完売。
- 3月 - 月刊「声優グランプリ」にて5年に渡って連載されていたエッセイをまとめた「しあわせレシピ〜今日より素敵な明日のために〜」主婦の友社より発売。名古屋・神戸・仙台にてサイン会が行なわれる。

2005年（平成17年）
- 8月7日 - 愛・地球博EXPOホール、アニラジ5番組の合同イベント「東海ラジオスペシャル We Love The Earth」に参加。イベントでは「緑のたまごプロジェクト」の取り組みと、自身が震災後のタイを旅したメッセージ映像を紹介した後、イベントのために作詞した「アイノホシ〜We Love The Earth」などのライブ。
- 7月21日 - 全曲本人作詞のアルバム「Ride on Wave」 (NECA-30138) インターチャネルよりリリース

2006年（平成18年）
- メディカルウィッグボランティア組織「アンジェリック」を設立。
- 6月1日 - 声優や歌手のマネージメントを、アニプレックスのマネージメント部門「VOICE&HEART」に移籍。
- 7月 - カーセンサー東海版（リクルート）『小森まなみのドライブに連れってって』連載開始
- 8月20日 - 名古屋城開府400年『名古屋城宵まつり・夢のチカラ+GP』参加。
- 10月14日 - 原宿 Blue Jay Wayにて、小森まなみの初の朗読&アコースティックライブ『きんもくせいナイト〜Premium First Flight』開催。チケットが約1時間で完売されたことから、本公演前に追加公演が行われる。

2007年（平成19年）
- 8月19日 - 名古屋城二の丸広場にて『名古屋城宵まつり・みんなのパワーだ★ちょこECOナイト!』を開催。テーマは『エコロジー』で、ペットボトルのキャップ回収やエコに力を入れたコスプレ大会。この日あつまったエコキャップは3万3852個。世界の子供たちに送られるワクチン約44人分に相当。
- 10月 - NHK教育テレビ『スイスイ!フィジー!』に出演。

2008年（平成20年）
- 2月1日 - 声優や歌手のマネージメントを、VOICE&HEARTから「プロ・フィット」に移籍。
- 4月 - 北海道新聞にてエッセイ&イラスト『小森まなみの　声いろえんぴつ』連載スタート。
- 7月23日 - 「海腹川背 サウンドトラック」 (sweeprecords　SRIN-1043) 発売
- 8月17日 - 名古屋城二の丸広場にて『名古屋城宵まつり・ちょこECO★ミラクルナイト』を開催。昨年に引き続き、ペットボトルのキャップ回収やエコに力を入れたコスプレ大会をおこなった。この日あつまったエコキャップは重量にして188.3 kg（約7万5千個余り）。世界の子供たちに送られるワクチン約94人分に相当する。

2009年（平成21年）
- 3月 - はじめての児童書『こわがりやの忍者』（ポプラ社）出版
- 8月16日 - 名古屋城二の丸ステージにて、25周年記念イベント『mamiのRADIかるコミュニケーション25TH　Anniversary　HERTZコンプリートパーティ』を開催
- 8月27日 - 『東京　社用の手みやげ洋菓子編〜 贈って喜ばれる最高のスイーツ』東洋経済新報社出版
- 10月4 - 5日 - 『mamiのRADIかるコミュニケーション』25周年を期に終止符
- 11月23日 - 東京大学駒場祭『小森まなみ“夢の方程式”ハッピーセミナー』出演
- 12月 - 『クロワッサン771号』（マガジンハウス）人気連載「手みやげをひとつ」に登場

2010年（平成22年）
- 1月 - 『日本教育』1月号「日本の未来を語る」に登場
- 2月 - 『クロワッサン774号』（マガジンハウス）「間違っていませんか？化粧品選び」特集グラビアで、愛用のデルメッドを紹介。同月、ダイオーズコミュニケーション冊子『D-mail　25号』手みやげ特集インタビュー
- 3月 - 児童書『夢をひろげる物語(5)空とぶ魔法おしえます』（ポプラ社）出版
- 3月 - 毎日新聞総合エンターテインメント誌『毎日夫人3月号』で著書プレゼント
- 4月4日 - ラジオパーソナリティデビュー30周年
- 5月 -『月刊　自己表現5月号』“思いやりの心特集”エッセイ掲載
- 6月 -『まみラジハッピー同窓会』開催(東京)
- 6月 -『児童文芸6・7月号』エッセイ「その笑顔が見たいから」掲載
- 8月8日 - 文化放送プレゼンツ『Endless Summer , Endless Radio 〜真夏のA&G同窓会〜』出演
- 10月17日 - ラジオデビュー30周年記念公演『銀河朗読会〜Premium Anniversary』開催
- 11月 - 児童書『夢をひろげる物語(10)恋するレインボーケーキ』(ポプラ社）出版
- 12月 - 『クロワッサン794号』（マガジンハウス）「素肌を変える、化粧品の見つけ方」特集グラビア

2011年（平成23年）
- 5月 - 『MEN'S　EX』(世界文化社)「小森まなみが選ぶ　手みやげ部門BEST5」
- 6月8日 - 『小森まなみ　パーフェクトベスト』(キングレコード)リリース
- 6月16日 - 『震災復興支援　Yahoo!チャリティオークション』小森まなみ激レアセット251000円で落札
- 6月26日 - 所属事務所の公式発表および同日放送の『小森まなみのPop'n!パジャマEYE』にて体調不良により6月末を持って一旦活動休止する事を発表。これにより『小森まなみのPop'n!パジャマEYE』は当日の放送をもって放送終了となった。

2012年（平成24年）
- 4月30日 - ラジオNIKKEIで放送された『「ヤロメロ」35周年記念 公開生放送』に電話出演。電話越しながらも約10か月ぶりの放送出演となり、パーソナリティの大橋照子、斉藤洋美とともに旧交を温めた。

2019年（令和元年）
- 9月22日 - 『mamiのRADIかるコミュニケーション』復活特番『東海ラジオ開局60周年記念！ mamiのRADI かるコミュニケーションスペシャル〜ラジオがくれた贈り物〜』に出演[9]。
- 10年ぶりのラジオ復活ということで、生放送中にTwitterの日本トレンド1位、全世界10位を記録。その模様は「ラジオ番組表2019年秋号」（三才ブックス）、アニメイトタイムズ「伝説のラジオ『mamiのRADIかるコミュニケーション』特番レポート」に特集された。

2022年（令和4年）
- 4月1日 - プロ・フィットのマネジメント業務終了に伴い、この日より声優業に関する所属先としてラクーンドッグに移籍[13]。

2023年（令和5年）
- 10月15日 - アーティスト活動40周年になるのを機として2024年春をもって全ての活動を「マイクオフ」すると発表。あわせて活動の集大成となるファイナルベストアルバムのリリースと、収録曲を決めるためのリクエスト企画『小森まなみ 40周年 ジュエルプロジェクト』を開始。また、スタッフが運用してきた公式X（旧Twitter）アカウントが本人の手による更新へと移行した。
- 11月18日・19日 - 『高橋直純のトラブルメーカー』にゲスト出演。ラジオ番組に出演するのは前述のRADIコミ復活特番以来約4年2か月ぶりとなる[14]。

2024年（令和6年）
- 2月21日 - ファイナルベストアルバム『JEWEL』発売。
- 3月30日 - アルバムリリース記念イベントを開催。
- 3月31日 - この日をもって「マイクオフ」し、全ての活動を終了。これに合わせる形で『JEWEL』までのキングレコードからリリースした楽曲のサブスクリプション・ダウンロード配信を開始[15]。
- 4月6日 - ラジオNIKKEI第1で『ありがとうマミちゃん!40年分のJEWELをたんぱにのせて』を放送[16][注 1]
- 4月14日 - この日未明（13日深夜）に『小森まなみのPop'n!パジャマ RV』のマイクオフ記念特番を放送[17][注 1]。
- 4月20日 - この日に『RADIコミ』のマイクオフ記念特番を放送、これをもって放送上での最後の出演番組となる[17][注 1]。
- 5月18日 - 東海ラジオとSTVラジオ（20日未明〈19日深夜〉）にて「ハガキとマイク 〜小森まなみ 心と心のキャッチボール」が放送。マイクオフ当日（2024年3月31日）に収録したインタビューを含むドキュメント放送[18]。

## エピソード
1980年代後半の『ラジオパラダイス』人気パーソナリティ投票では、女性部門1位を長きにわたり獲得。伝説のDJとして男性部門1位の小堀勝啓（CBCアナウンサー）との誌上対談が実現。また、小堀勝啓の番組に生出演。お笑いコンビのアメリカザリガニ、漫画家の種村有菜、漫画家・タレントの山咲トオルなど業界内でもファンが多い。また松嵜麗のように小森の番組を聴いていたことで声優を志すようになった元リスナーもいる。
実際の年齢が“冗談としか思えない”と評される程若々しい容姿を保っており、それによるエピソードには事欠かない。イベント帰りの名古屋駅の新幹線ホームにて、家出少女と間違えられ補導されそうになった。
漫画家で友人の佐藤まり子や井潤千代美（現：月嶋つぐ美）らと温泉旅行に行ったときは仲居が気を使って子供用浴衣を持ってきた。井上喜久子と同様のパターンで「永遠の18歳」と言われる（詳しくは声優の項目を参照）。
マルベル堂から「卒業記念に一枚写真をとらない？」と言われ出したブロマイドが売り上げ4位にランクイン。マスコミが注目し、女子大生DJブームがおこる。DJランキング1位の表彰式には『FOCUS』も取材、DJでは初めてフォーカスされ話題になる。
1997年（平成9年）頃から『アニラジ』ブームがおこり、アニメ・ラジオ・イベントの最前線にクローズアップされる。本人は一時的な『ブーム』にあおられることを好まないために「ラジオを聴いてほしい。これからマリモになります」と1999年（平成11年）にイベントで宣言。これがいわゆる『マリモ宣言』。2008年（平成20年）11月のブログによると、日大二高時代に放火騒ぎでおびえた際に、先輩である現：NHKアナウンサーの畠山智之に、12時間にわたり電話で励まされ続けた。
高校生の時に深夜放送を聞いたことがラジオに興味を持ったきっかけである。このことからラジオ業界の仕事を目指すことになり、大学の医学部の推薦があったのだが、日本大学芸術学部の試験を受けることになる。

## 後任
1990年の産休期間及び2011年の体調不良による声優活動休止後、小森の持ち役を引き継いだ人物は以下の通り。
- 水谷優子 - 『桃太郎伝説』：かぐや姫
- 松嵜麗 - 『GUILTY GEARシリーズ』：蔵土縁紗夢（『GUILTYGEAR Xrd -REVELATOR-』[20]）

## 音楽
特記しない限り発売元はキングレコード（スターチャイルド〈 - 2005年7月〉 / ティー ワイ エンタテインメント〈2005年7月 - 〉）。

### シングル
- 『小森まなみ DAY&TALK』5枚組シリーズ（CBSソニー）
秋元康プロデュースによるもの。A面が歌・B面にトーク・5枚同時リリース。かつてない画期的なレコード販売戦略で話題になる。
  - 「翼をつけてラブソング」/「Mami's Call In The Morning」（24SH 1439、1983年12月1日）
  - 「You」/「Park.Av.でデイト」（24SH 1446、同）
  - 「恋の余韻」/「黄昏Freeway」（24SH 1447、同）
  - 「今夜だけあなたのティンカーベル」/「さよならなんて言わないで」（24SH 1448、同）
  - 「天使たちの夜」/「Midnight Telephone」（24SH 1449、同）
    - 以上5曲は、俗に「幻の5枚組シングル」と呼ばれる。A面の歌は2004年にCD「アイドル・ミラクルバイブル・シリーズ」に収録され再リリース（B面のトークは収録されてない）。
- 『桃変化で行こう!』c/w：ピーチボーイ・ブギウギ（091X 10022、1989年11月21日）（キングレコードスターチャイルド）
  - （アニメ『桃太郎伝説』オープニング&エンディング主題歌）
- 『Don't Cry Baby〜天使のチャイム〜』c/w：HERTZ〜電波の天使たち〜/For You〜まみの子守唄〜（KIDS-4002、1991年8月5日）（キングレコードスターチャイルド）
- 『夢みるハート』c/w：ダバダバFallin' Love（KIDA-31、1991年11月5日）（キングレコードスターチャイルド）
  - （アニメ『魔法のプリンセスミンキーモモ（1991年版）』前期オープニング / エンディング主題歌）
- 『ハイカラ RADIコミ音頭/電光戦士マミリンダー』（KIDS-104、1992年7月22日）（キングレコードスターチャイルド）
- 『Fight!〜最後の天使〜』c/w：Holy Eyes〜君の夢はぼくの夢〜（KIDA-113、1995年9月21日）
  - （PlayStation版ゲーム『3×3 EYES〜吸精公主〜』オープニング / エンディング主題歌）（キングレコードスターチャイルド）
- 『YELLを君に!』c/w：おやすみBaby（KIDA-14、1996年12月21日）
  - ラジオ『小森まなみのエールを君に』オープニング/エンディングテーマ曲（キングレコードスターチャイルド）
- 『I Love You』(ジャケットイラストは全盲のイラストレーターのエムナマエ（ラジオ大阪、OBC-9801、1998年12月）
  - （ラジオ大阪40周年記念 / チャリティミュージックソン協賛曲）
- 『ぽっぷな勇気』c/w：ひまわり（KIDA-196、2000年7月5日）
  - アニメ『劇場版　おジャ魔女どれみ♯』主題歌、ラジオ『mamiのRADIかるコミュニケーション』エンディングテーマ曲（キングレコードスターチャイルド）
- 『HAPPY RIDER』c/w：ひみつのコード/ミトン<Radio Groove>（KICM-3005、2001年1月1日）
  - アニメ『21世紀まんがはじめて物語』主題歌（キングレコードスターチャイルド）
- 『Life〜上をむいて歩こう〜』c/w：青空のパッセージ（2002年7月25日、SCRF-0004〈CD&携帯ストラップセット〉 / SCRF-0005〈CD&タオルセット〉 / SCRF-0006〈CD&タオル&携帯ストラップセット〉）（キングレコードスターチャイルド）
- 『カントリーガール』c/w：君色アクセル（NECM-12114、2006年1月25日）（インターチャネル）
  - 谷山浩子のカバー、ラジオ『mamiのRADIかるコミュニケーション』エンディングテーマ曲

### アルバム

#### オリジナルアルバム
- 『HERTZ』（K20A-746、1986年5月5日 / KICS-307、1993年4月30日〈CD再版〉）（キングレコード / スターチャイルド）
- 『HERTZ II〜ハートのKey Station〜』（K28A-807、1987年8月21日 / KICS-308、1993年4月30日〈CD再版〉）（キングレコード / スターチャイルド）
- 『HERTZ III〜DJ BEAT〜』（256R-3、1989年5月5日 / KICS-309、1993年4月30日〈CD再版〉）（キングレコード / スターチャイルド）
- 『ALICE』（KICS-306、1993年4月30日）（キングレコード / スターチャイルド）
- 『Noël〜君がそばにいれば〜』（KICS-359、1993年11月26日）（キングレコード / スターチャイルド）
- 『Courage〜クゥ・ラージュ〜」（KICS-565、1996年8月7日）（キングレコード / スターチャイルド）
- 『Tiny Angel』（KICS-643、1997年10月3日）（キングレコード / スターチャイルド）
- 『Presage』（KICS-706、1998年11月27日）（キングレコード / スターチャイルド）
- 『Citrus Monsoon』（KICS-884、2001年7月25日）（キングレコード / スターチャイルド）
- 『Ride on Wave』（NECA-30138、2005年7月21日）（インターチャネル〈現：ティー ワイ エンタテインメント〉）

#### ベストアルバム
- 『PRINCESS COLLECTION』（KICS-208、1992年4月22日）（キングレコードスターチャイルド）
- 『Birth』（KICS-464、1994年12月16日）（キングレコードスターチャイルド）
- 『Be Station』（KICS-747、1999年10月16日）（キングレコードスターチャイルド）
- 『ユ・メ・ノ・チ・カ・ラ』（KICA-647、2004年7月22日）（キングレコードスターチャイルド）
- 『Precious Moments』（KICA-992/3、2009年8月7日）（キングレコードスターチャイルド）
- 『小森まなみ パーフェクト・ベスト』（KICS-1661、2011年6月8日）（キングレコード）
- 小森まなみ ファイナルベストアルバム『JEWEL』（KICS-4136〜9、2024年2月21日）

#### コンピレーションアルバム
- 『アイドルはM アイドル・ミラクルバイブルシリーズ〜兵藤まこ・小森まなみ・速水昌未・江崎まり〜』（ソニー・ミュージックエンタテインメント、MHCL-464、2004年12月1日）
  - アイドルに関する楽曲のコンピレーションアルバム。小森に関してはCBSソニーから出したシングルの歌5曲を収録（略歴及びシングルの項参照）。
- 『海腹川背 サウンドトラック』（sweeprecords、SRIN-1043、2008年7月23日発売）
  - 『海腹川背』シリーズのサウンドトラック。『海腹川背・旬』主題歌「ときめきが目を覚ましてる」「空の青さ」を収録。

### DVD
- 「BELIEVE」（KIBM-22、2001年7月25日）
- 「ラジオ伝説」（KIBM-27〜28、2001年10月3日）

### ビデオ・LD
- 「Believe」（KIVM-67/KILM-32、1994年4月30日）
- 「RADIO LOVE」（KIVM-88/KILM-37、1995年8月4日）
- 「虹を追いかけて…」（KIVM-89/KILM-38、1995年10月25日）

### 代表曲
- HERTZ〜電波の天使たち〜
- 夢みるハート
- 君がそばにいれば
- 君に逢えてボクはボクになる
- Fight!〜最後の天使〜
- Little Courage〜うちへおいでよ〜
- YELLを君に!
- I Love You
- Presage
- きゅんきゅんのパワー

### 楽曲提供
- 『三月白書』桑江知子
- 『青空L号』W-Face
- 『夏色の翼』『君のイナイ季節』高橋直純
- 『空色ジュエル』『キミに贈るボクの詩』神谷水絵

### その他
- 小森まなみのおやすみポエム（朗読CD）
  - ラジオ大阪「1314 V-STATION」携帯サイト「声優V-STATION」3分ラジオで2003年6月19日 - 2004年1月5日に公開された金子みすゞの詩を朗読するプログラム。後にCD化された。

## 出演
太字はメインキャラクター。

### ラジオ

#### ラジオたんぱ（現在のラジオNIKKEI）
- ヤロメロジュニア出発進行!（1980年）[2]
- ヤロウどもメロウどもOh!（1980年 - 1983年）
- 日本全国ヤロメロどん!（1983年 - 1985年）
- はしゃいで○○大放送（1985年 - 1987年）[2]
- めざせ!高校一直線!（1988年 - 1989年）
- それいけエスクエラ（1989年）
- 集まれ!エスクエラサミット（1990年 - 1991年）
- 飛び出せ!エスクエラキッズ（1991年 - 1992年）
- 赤坂学園新鮮組エスクエラやろうぜ!（1992年 - 1993年）

#### AM/FM
- ひる休みのおくりもの ミルキィタイム（NHKラジオ第2、1981年4月 - 1982年3月）[21]
- サタデーホットリクエスト（NHK-FM、1999年7月3日、ゲスト出演）
- NISSANミッドナイトステーション そこのけ!電リク ザ・ベスト10（TBSラジオ、1983年）
- 小森まなみのエールを君に（文化放送他、1996年 - 1997年）
- DOKI・DOKI・プリティーリーグ（文化放送他、1996年 - 1997年、ラジオドラマ）
- 小森まなみの素敵にLOVE FOR YOU（文化放送他、1997年 - 1998年）
- 小森まなみの君がそばにいれば（文化放送、北陸放送、1998年 - 2000年）
- 燃えよせんみつ足かけ二日大進撃（ニッポン放送、1979年 - 1980年）[2]
- サタデーナイトクラッピング(HBCラジオ、1982年 - 1984年）
- mamiのRADIかるコミュニケーション（東海ラジオ・STVラジオ・KBCラジオ他、/1984年 - 2009年、2019年9月22日）[2]
- 小森まなみのアイドル・テルテルランド（MBSラジオ、1988年10月14日 - 1989年4月7日）
- マミのドキドキナイト（ラジオ大阪、1983年 - 1984年）
- X ENTERTAINMENT（TBSラジオ・ラジオ大阪、1995年）
- キューブバトラーフォーラム・アンナのお部屋（ラジオ大阪、1996年 - 1997年）
  - 「内藤寛のZig Zagアンテ〜ナ」「TV GAME RADIONS R」内コーナー
- 小森まなみのミッドナイトパラダイス（KBS京都、1989年 - 1990年）
- 小森まなみのトキメキメイツ（RKB毎日放送、1984年）
- MAMIのYAN YANラジフェス（ラジオ福島、1987年 - 1988年）
- 小森まなみのPop'n!パジャマ（東北放送他 / 1994年 - 2011年）
- AsR Radio Revolution（岩手放送他、1998年 - 1999年）
- MAMI☆OMO Radio Caravan（NACK5・ラジオ大阪・RFラジオ日本、1996年 - 1998年）
- BEAT ON PARADISE（FM-FUJI、1988年 - 1989年）
- 以下時期不明
  - クラリオン・サウンド・パフォーマンス 音のマガジン（TOKYO FM）
  - ハワイ日本語放送局KZOO

### テレビ
- JanJanサタデー（静岡第一テレビ、1982年4月 - 1986年まで三上寛、1986年 - 1989年9月までラサール石井とともに司会を担当）
- 11PM（読売テレビ、「女子大生　舞妓さん入門」のゲストとして静岡から生出演）
- アップルシティ500（TBS、1982年10月4日 - 1983年5月6日、元「ジャPAニーズ」の乃生佳之と共に司会を担当）
- おはようスタジオ（テレビ東京、- 1984年の月曜日レギュラー）
- アッチもコッチも新年かい!?（静岡第一テレビ、1989年1月1日。年越しの生放送終夜特番〈静岡ローカル〉。伊藤銀次と共に司会を担当）
- 銭形金太郎（テレビ朝日、2004年7月8日放送分にて、リスナーである“役者ビンボーさん”とVTR電話出演）

### テレビアニメ
1985年
- 蒼き流星SPTレイズナー（ランディ）

1989年
- 桃太郎伝説（かぐや姫〈初代〉）

2001年
- 21世紀まんがはじめて物語（ハムスター）

2007年
- スイスイ!フィジー!（タッピー）
- 地球へ…（テレビアニメ版）（ナキネズミ〈レイン〉）

2008年
- のらみみ2（ジェームス）

### OVA
1988年
- トウキョウ・バイス（当麻久美子）
- ハーバーライト物語（マリエ）

1995年
- 真・女神転生 東京黙示録（日下茉莉香）

2003年
- 天罰エンジェルラビィ☆（サーリア・ウィネス）

### 劇場アニメ
1987年
- バツ&テリー（ウグイス嬢）

### ゲーム
1993年
- 3×3 EYES 三只眼變成（スージン・リュウメイ）

1995年
- 3×3EYES〜吸精公主〜（月花 / 美花[22]）
- レディストーカー 〜過去からの挑戦〜

1996年
- 3×3EYES 〜吸精公主〜 S（月花）
- ストーンウォーカーズ（神宮寺ひちろ）
- フェーダ・リメイク 〜エンブレム・オブ・ジャスティス〜（エリス・ウッドランド、マミリーナ）

1997年
- 海腹川背・旬（海腹川背・ナレーション）
- キューブバトラー（アンナ未来）
- 3×3 EYES 転輪王幻夢（スージン・リュウメイ）
- どきどき ON AIR（綾小路まみな）
- ドキドキプリティリーグ（木村由佳）
- フォトジェニック（桜井愛美）
- My Dream オンエアーが待てなくて（斎藤エリナ）

1998年
- 速攻生徒会（前田まなみ）
- 64トランプコレクション 〜アリスのわくわくトランプワールド〜（アリス）

1999年
- ランナバウト2

2000年
- GUILTY GEAR X（蔵土縁紗夢）

2002年
- AS〜エンジェリックセレナーデ（サーリア・ウィネス）
- GUILTY GEAR XX（蔵土縁紗夢）

2003年
- C.A.T〜サイバーアタックチーム〜（野中苺）
- GUILTY GEAR XX #RELOAD（蔵土縁紗夢）
- SUNRISE WORLD WAR Fromサンライズ英雄譚（ルン）
- まじかるトワラー・エンジェルラビィ☆（サーリア＝ウィネス）

2005年
- GUILTY GEAR XX / -SLASH-（蔵土縁紗夢）

2006年
- GUILTY GEAR XX Λ CORE -ACCENT CORE-（蔵土縁紗夢）

2012年
- GUILTY GEAR XX ΛCORE PLUS R（蔵土縁紗夢）

### ビデオマガジン
- アニメビジョン（Vol.4〜Vol.20「小森まなみのインフォメーションコーナー」パーソナリティ）

### 講演・ステージ
- 『かでる2.7ホール』1995年8月11日、札幌
- 『西市民センターホール』1995年8月13日、福岡
- 『愛知県勤労会館大ホール』1995年8月14日、名古屋
- 『九州工業大学 学園祭』2000年11月25日、九州工業大学内記念講堂
- 『奈良産業大学 学園祭』2003年10月26日、奈良産業大学 中庭ステージ
- 東海中学校・高等学校サタデープログラム「ことばの力〜夢とラジオと朗読会」2004年2月21日、東海高校大講堂
- 『世田谷区生涯学習セミナー “ことばの力〜朗読でイキイキ生活”』東京都世田谷区
- 『『しあわせレシピ』出版記念 ジュンク堂トークセッション』2004年5月23日、ジュンク堂書店池袋店
- 『愛・地球博』「WE LOVE THE EARTH」2005年8月6日、EXPOドーム
- 『アニソンカーニバル2007 IN UENO』2007年7月14日、上野公園不忍池水上音楽堂
- 『名古屋城 宵まつり』「みんなのパワーだ☆ちょこエコナイト」2007年8月19日、名古屋城二の丸ステージ
- 『名古屋城 宵まつり』「ちょこエコ☆ミラクルナイト」2008年8月17日、名古屋城二の丸ステージ
- 『東京国際アニメフェア』「魔法のプリンセス ミンキーモモ30THアニバーサリー」2009年3月20日、東京ビッグサイト東京国際アニメフェアステージII
- 『名古屋城 宵まつり』25周年記念『HERTZコンプリートパーティ』2009年8月16日、名古屋城二の丸ステージ
- 星野書店近鉄パッセ『小森まなみ“東京社用の手みやげ”サイン会』‐ 2009年9月27日
- 東京大学駒場祭『小森まなみ“夢の方程式”ハッピーセミナー』講演会 ‐ 2009年11月23日
- 2010年8月8日 - 文化放送プレゼンツ『Endless Summer , Endless Radio 〜真夏のA&G同窓会〜』出演
- 小森まなみ30周年記念公演 『銀河朗読会〜Premium Anniversary』2010年10月17日 アムラックスホール

### その他
- ランナバウト - プレイステーション用ソフト。背景の看板写真にて出演。

## 書籍

### エッセイ
- 「ハートいっぱい抱きしめて」（小森まなみ、立風書房、1983年4月発行）
- 「こころのおくすり」（小森まなみ、主婦の友社、1998年4月発行）ISBN 4-07-223817-1
- 「こころが元気になる31のヒント」（小森真奈美、新声社、1999年7月発行）
- 「こころが元気になる31のヒントプラス」（小森真奈美、主婦の友社2000年3月発行）ISBN 4-07-228186-7
- 「天使の棲むところ」（小森真奈美、主婦の友社、2000年12月発行）ISBN 4-07-230177-9
- 「しあわせレシピ〜今日より素敵な明日のために〜」（小森真奈美、主婦の友社、2004年3月発行）ISBN 4-07-242192-8

### 自叙伝
- 「どんまい魂（スピリッツ）」（小森真奈美、主婦の友社、2003年1月発行）ISBN 4-07-235909-2

### 絵本
- 「だいじなだいじなたからもの」（こもりまなみ、主婦の友社、2001年11月発行）ISBN 4-07-231863-9
- 「じぶんを見つける物語シリーズ5『7人の忍者のドキドキなお話 〜こわがりやの忍者〜』」（小森まなみ他6名、ポプラ社、2009年3月発行）ISBN 978-4-591-10785-0
- 『夢をひろげる物語(5)〜空とぶ魔法おしえます』（ポプラ社、2010年3月発行)ISBN 978-4-591-11618-0
- 『夢をひろげる物語(10)〜恋するレインボーケーキ』（ポプラ社、2010年11月発行）ISBN 978-4-591-12113-9

### 実用書
- 「東京 社用の手みやげ洋菓子編 贈って喜ばれる最高のスイーツ」（東洋経済新報社、2009年8月27日発行）ISBN 978-4-492-04344-8

### 雑誌・新聞
- 「ラジオマガジン」レオタードグラビア（1981年頃）
- mamiのRADIかるコミュニケーション ハートパニック（書店売り同人誌）（花伝社 / 発行人・さくまあきら）（A5判 1986.11.10）
- 「GORO」水着グラビア『渚のベビーフェイス』（1983年4月28日号）
- 「BOMB（ボム）」 ホットパンツ、タンクトップグラビア（1983年5月号）
- 「写楽」グラビア『声の絆〜隠れたスーパーアイドルDJ小森まなみ』撮影：沢渡朔（1984年2月号）
- 『週刊FM』（音楽之友社）ビデオ評論レギュラー連載
- ラジオパラダイス（三才ブックス）『小森まなみの果樹園でお昼寝』レギュラー連載
- 月刊ファンロード（ラポート）『すりガラスのダイアリー』（1987年8月号 - 1989年3月号）レギュラー連載
- ザ・デイリー読売（読売新聞社）『ジャパニーズ ルッキンググラス特集：Angel of the Airwaves 電波の天使』（1987年11月18日号、同年11月25日号）
- 『クリニック マガジン』（株式会社クリニックマガジン：1989年9月号）：『娘と私〜小黒八七郎先生と長女』特集
- 月刊OUT（みのり書房）『おしゃべり飛行船』（1994年10月号 - ）レギュラー連載
- 月刊MEGU（青磁ビブロス）『小森まなみの　夢がてん☆こもり』（1995年創刊号 - ）レギュラー連載
- 『ラジオ新番組速報版 春号』（三才ブックス：1996年6月15日）『3大人気パーソナリティ本音インタビュー』
- 『MY　GARDEN』（2001年1月号：マルモ出版）「心の癒しとガーデニング」対談
- 暮しの手帖12号　『プロフェッショナルコラム・木を見る森を見る』（2004年9月）
- 『月刊 自己表現』（芸術生活社：2006年12月号）
- カーセンサー東海版（リクルート）『小森まなみのドライブに連れってって』レギュラー連載（2006年7月 - ）
- 『児童文芸』（銀の鈴社：2006年2・3月号）エッセイ『心に残った一行』
- 月刊アニラジグランプリ（主婦の友社）『誌上ラジオ ラジオクローバー』レギュラー連載
- 月刊声優グランプリ（主婦の友社）『小森まなみのおしゃべりキッチン』レギュラー連載
- 『ベストカー』（販売：講談社 / 編集：三推社 2007年7月10日号）
- 『クロワッサン』（マガジンハウス：2008年2月10日特大号、2008年10月10日号）
- 『月刊 自己表現』（芸術生活社：2008年2月号）エッセイ「ありがとうは魔法のことば」
- 北海道新聞夕刊エッセイ「小森まなみの声いろえんぴつ」連載（月1回、原則第二土曜日に掲載。2008年 - 2010年4月）
- 『児童文芸』（銀の鈴社：2009年4・5月号）エッセイ『大きく広がれ 緑のカーテン』
- 『知的情報マガジン インサイト8月号』2009年8月
- 2009年12月 ‐ 『クロワッサン771号』（マガジンハウス）人気連載「手みやげをひとつ」に登場
- 2010年1月 ‐ 『日本教育』1月号「日本の未来を語る」に登場
- 2010年1月 ‐ 『クロワッサン774号』（マガジンハウス）「間違っていませんか？化粧品選び」特集
- 2010年2月 ‐ 毎日新聞『毎日夫人3月号』「東京社用の手みやげ 洋菓子編」プレゼント
- 2010年3月 ‐ ダイオーズコミュニケーション冊子『D-Mail 25号』「オフィスの手みやげ」インタビュー
- 2010年5月 ‐ 『月刊 自己表現5月号』（芸術生活社）「人を変える 思いやりの心」エッセイ掲載
- 2010年5月 ‐ ミュージカル『ミンキーモモ〜鏡の国のプリンセス』劇場パンフレットコメント
- 2010年6月 - 『児童文芸6・7月号』エッセイ「その笑顔が見たいから」
- 2010年8月 - 『月刊声優グランプリ』9月号（主婦の友社）小森まなみデビュー30周年記念インタビュー
- 2010年12月 ‐ 『クロワッサン794号』（マガジンハウス）「素肌を変える、化粧品の見つけ方」特集インタビューと鼎談
- 2011年5月 - 『MEN'S EX 5月号』（世界文化社）「小森まなみが選ぶ 手みやげBEST5』
- 2012年6月 - 『なつかしラジオ大全』（三才ブックス）「特別メッセージ 小森まなみ」

### 漫画
- マンガ『ハートのKey station』（講談社　井潤千代美（現・月嶋つぐ美）作） - 小森まなみがモデルの漫画。『mimi』（講談社刊）で連載。DJデビューやエピソードを基に、ラジオ業界を舞台にしている。のちに『KC mimi』として全2巻の単行本化。初版2万部が即日完売のため1週間で再版。
  - 最後の一線を越えた彼氏が登場したため「モデルは誰だ?」と小森まなみの番組に問い合わせが殺到。小森の番組に作者の井潤がゲストとして登場し、「ンなのいねーよ! 漫画は創作が基本!」の一言で一蹴された[要出典]。
  - 1巻目は小森まなみのたんぱ時代の実話『江ノ島のボツ葉書供養』までを踏み台にしたストーリー。2巻目はオリジナルストーリーである。